# 僧梁
僧梁（1922年—1969年），河南三门峡市卢氏县双槐树街人。中国政治人物。

## 生平
1939年7月，参加中共地下组织，任双槐树支部书记。1940年任三区区委书记。1941年，同地下县委书记赵致平奔赴延安，在《新华日报》社工作。1943年至1949年，任晋绥县一区区委组织部长，晋南吉垦区委书记。1950年至1966年，任《川西日报》社记者组长，达县地委宣传部副部长、部长，兼《通川日报》社社长、总编等职。
1969年因病逝世，终年47岁。